# Lazy loading
Lazy loading (znane również jako asynchroniczne ładowanie) – technika stosowana w programowaniu komputerowym, zwłaszcza w projektowaniu i tworzeniu stron internetowych, w celu odroczenia inicjalizacji obiektu do momentu, gdy będzie on potrzebny. Może przyczynić się do polepszenia wydajności działania programu, jeśli jest prawidłowo i właściwie stosowana. Dzięki temu jest idealna w przypadkach użycia, w których uzyskuje się dostęp do zawartości sieciowej, a czasy inicjalizacji mają być utrzymywane na minimalnym poziomie, na przykład w przypadku stron internetowych. Na przykład odroczenie ładowania obrazów na stronie internetowej do momentu, gdy będą potrzebne do przeglądania, może przyspieszyć początkowe wyświetlanie strony internetowej. Przeciwieństwem lazy loading jest eager loading.